# Milena Titoneli
Milena Titoneli Guimarães (São Paulo, 6 de agosto de 1998) es una deportista brasileña que compite en taekwondo.
Ganó dos medallas en el Campeonato Mundial de Taekwondo, en los años 2019 y 2022, y cuatro medallas en el Campeonato Panamericano de Taekwondo entre los años 2018 y 2024. En los Juegos Panamericanos de 2019 consiguió una medalla de oro.

## Palmarés internacional
| Campeonato Mundial      | Campeonato Mundial           | Campeonato Mundial | Campeonato Mundial |
| Año                     | Lugar                        | Medalla            | Categoría          |
| ----------------------- | ---------------------------- | ------------------ | ------------------ |
| 2019                    | Mánchester (Reino Unido)     | Medalla de bronce  | –67 kg             |
| 2022                    | Guadalajara (México)         | Medalla de bronce  | –67 kg             |
| Juegos Panamericanos    |                              |                    |                    |
| Año                     | Lugar                        | Medalla            | Categoría          |
| 2019                    | Lima (Perú)                  | Medalla de oro     | –67 kg             |
| Campeonato Panamericano |                              |                    |                    |
| Año                     | Lugar                        | Medalla            | Categoría          |
| 2018                    | Spokane (Estados Unidos)     | Medalla de bronce  | –67 kg             |
| 2021                    | Cancún (México)              | Medalla de oro     | –67 kg             |
| 2022                    | Punta Cana (Rep. Dominicana) | Medalla de oro     | –67 kg             |
| 2024                    | Río de Janeiro (Brasil)      | Medalla de bronce  | –67 kg             |